# Сярска каза
Сярската каза е каза в Османската империя, част от Сярския санджак на Солунския вилает в началото на XX век. Център на казата е град Сяр, а нахии са Сярска Джумая и Нигритска. 
В 1883 година Османско преброяване показва 22 780 души от булгар милет, 27 145 от урум милет, 30 940 турци, 1007 евреи и 4355 цигани. В 1892 година по Османското салнаме Сярската каза има 31 336 души мухамедани и 52 129 немухамедани. Към 1900 година според статистиката на Васил Кънчов („Македония. Етнография и статистика“) казата брои 40 316 българи християни, 220 българи мухамедани, 28 665 гърци християни, 28 220 турци, 4563 цигани, 2500 евреи, 1800 власи, 1060 черкези, 350 турци християни, или общо 107 684 души.
След Балканските войни казата остава в Кралство Гърция.